# Kozubiwka (obwód mikołajowski)
Kozubiwka (ukr. Козубівка) – wieś na Ukrainie, w obwodzie mikołajowskim, w rejonie wozniesieńskim, w hromadzie Mostowe. W 2001 liczyła 735 mieszkańców, spośród których 683 wskazało jako ojczysty język ukraiński, 17 rosyjski, 19 mołdawski, 1 bułgarski, 12 gagauski, a 3 romski.